# Gnadenhutten (Ohio)
Pour les articles homonymes, voir Gnadenhutten.
Gnadenhutten est un village américain situé dans le comté de Tuscarawas, dans l'Ohio. Selon le recensement de 2010, sa population est de 1 288 habitants.

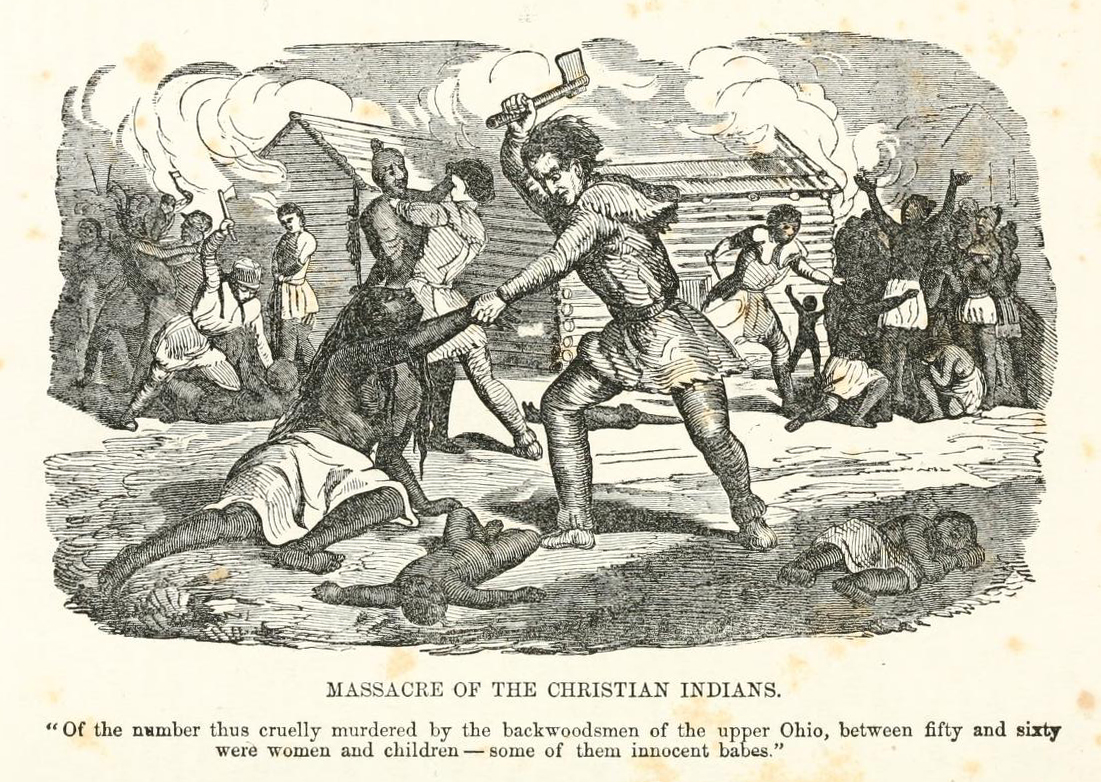
Le massacre de Gnadenhütten : le 8 mars 1782, des miliciens américains de Pennsylvanie, sous le commandement de David Williamson, tuèrent quatre-vingt-seize chrétiens indigènes (principalement Lenape et Mohawk). La plupart des victimes non armées étaient des femmes et des enfants.